# Моунъюа
Моунъюа́ (бирм. မုံရွာ, MLCTS = muṃ rwa mrui.) — город в центральной части Мьянмы, на территории административного округа Сикайн. Административный центр одноимённого района.

## Географическое положение
Город находится в южной части провинции, на левом берегу реки Чиндуин, на расстоянии приблизительно 275 километров к северо-северо-западу (NNW) от столицы страны Нейпьидо. Абсолютная высота — 82 метра над уровнем моря.

## Климат
| Показатель                    | Янв. | Фев. | Март | Апр. | Май  | Июнь | Июль | Авг. | Сен. | Окт. | Нояб. | Дек. | Год  |
| ----------------------------- | ---- | ---- | ---- | ---- | ---- | ---- | ---- | ---- | ---- | ---- | ----- | ---- | ---- |
| Средний суточный максимум, °C | 27,9 | 31,5 | 35,3 | 38,3 | 37,3 | 30,9 | 34,4 | 33,6 | 33,3 | 32,1 | 29,8  | 27,6 | 32,7 |
| Средний суточный минимум, °C  | 13,9 | 11,1 | 14,2 | 19,1 | 25,5 | 25,7 | 25,9 | 25,6 | 25,0 | 23,4 | 19,5  | 21,2 | 20,8 |
| Норма осадков, мм             | 2    | 2    | 2    | 26   | 101  | 106  | 71   | 131  | 162  | 134  | 42    | 6    | 785  |
| Источник:                     |      |      |      |      |      |      |      |      |      |      |       |      |      |

## Население
По данным официальной переписи 1983 года, население составляло 106 843 человек.
Динамика численности населения города по годам:
| 1983    | 1993    | 2013    |
| ------- | ------- | ------- |
| 106 843 | 138 576 | 198 441 |

## Экономика и транспорт
На территории города расположен ряд предприятий пищевой и текстильной промышленности.
Сообщение Моунъюа с другими городами осуществляется посредством железнодорожного, автобусного и речного транспорта.
Ближайший крупный гражданский аэропорт расположен в городе Мандалай.

## Достопримечательности
В окрестностях города расположен буддистский религиозный комплекс Laykyun Setkyar, включающий в себя 116-метровую статую Будды, являющуюся на данный момент самой высокой статуей в мире, а также 90-метровую статую лежащего Будды. Кроме того, в расположен храмовый комплекс Thambuddhei Paya, содержащий более 500 тысяч изображений Будды.